# Geirton Marques Aires
Geirton Marques Aires – meglio noto come Gegê – (Mombaça, 28 gennaio 1994) è un calciatore brasiliano, centrocampista del CRB.

## Carriera
Cresciuto nel settore giovanile del Botafogo, ha disputato quattro stagioni con il Fogão. Il 14 gennaio 2017 viene ceduto in prestito all'ABC, con cui disputa un'ottima stagione a livello individuale, non riuscendo però ad evitare la retrocessione in Série C. Il 30 gennaio 2018 passa all'Adana Demirspor, con cui firma un contratto di diciotto mesi.

## Statistiche

### Presenze e reti nei club
Statistiche aggiornate al 27 marzo 2018.
| Stagione        | Squadra         | Campionato      | Campionato | Campionato | Coppe nazionali | Coppe nazionali | Coppe nazionali | Coppe continentali | Coppe continentali | Coppe continentali | Altre coppe | Altre coppe | Altre coppe | Totale | Totale |
| Stagione        | Squadra         | Comp            | Pres       | Reti       | Comp            | Pres            | Reti            | Comp               | Pres               | Reti               | Comp        | Pres        | Reti        | Pres   | Reti   |
| --------------- | --------------- | --------------- | ---------- | ---------- | --------------- | --------------- | --------------- | ------------------ | ------------------ | ------------------ | ----------- | ----------- | ----------- | ------ | ------ |
| 2013            | Botafogo        | A+A/RJ          | 10+1       | 2+0        | CB              | 3               | 0               | -                  | -                  | -                  | -           | -           | -           | 14     | 2      |
| 2014            | Botafogo        | A+A/RJ          | 9+12       | 0          | CB              | 0               | 0               | CL                 | 0                  | 0                  | -           | -           | -           | 21     | 0      |
| 2015            | Botafogo        | B+A/RJ          | 4+14       | 0+1        | CB              | 2               | 1               | -                  | -                  | -                  | -           | -           | -           | 20     | 2      |
| 2016            | Botafogo        | A+A/RJ          | 4+17       | 0+2        | CB              | 1               | 0               | -                  | -                  | -                  | -           | -           | -           | 22     | 2      |
| Totale Botafogo | Totale Botafogo | Totale Botafogo | 71         | 5          |                 | 6               | 1               |                    | 0                  | 0                  |             | -           | -           | 77     | 6      |
| 2017            | ABC             | B+A/P           | 28+15      | 2+8        | CB              | 4               | 0               | -                  | -                  | -                  | CN          | 4           | 0           | 51     | 10     |
| gen.-giu. 2018  | Adana Demirspor | 1.Lig           | 8          | 1          | TK              | -               | -               | -                  | -                  | -                  | -           | -           | -           | 8      | 1      |
| Totale carriera | Totale carriera | Totale carriera | 122        | 16         |                 | 10              | 1               |                    | 0                  | 0                  |             | 4           | 0           | 136    | 17     |

## Palmarès

### Club

#### Competizioni statali
- Campionato Carioca: 1

Botafogo: 2013
- Campionato Potiguar: 1

ABC: 2017
- Campionato Alagoano: 1

CRB: 2025

#### Competizioni nazionali
- Campeonato Brasileiro Série B: 1

Botafogo: 2015